# Magdalena Jitrik
Magdalena Jitrik (Buenos Aires, 1966) es una artista argentina que ha desarrollado la mayor parte de su producción artística en el área de la pintura. Sus obras han recibido diferentes premios, entre ellos el Subsidio a la Creación Artística de la Fundación Antorchas (2001), Programa TRAMA (2000), y el Programa de arte de Guillermo Kuitca (1993), entre otros.

## Biografía
Nació en Buenos Aires en 1966. Sus padres Noé Jitrik y Tununa Mercado se instalaron en México en 1974, debido a las situaciones políticas que luego derivarían en el golpe de Estado y luego la dictadura cívico-militar. Magdalena Jitrik vivió y estudió en Ciudad de México y regresó a Argentina en 1987.
Entre 1984 y 1987 estudió Artes Visuales en la Escuela Nacional de Artes Plásticas de la Universidad Nacional Autónoma de México y entre 1989 y 1991 completó su formación en la Facultad de Filosofía y Letras de la Universidad de Buenos Aires.
Su trabajo la llevó a acercarse al Centro Cultural Ricardo Rojas y a la sede de Buenos Aires de la Federación Libertaria Argentina, espacios donde expuso sus obras.

## Obra
La obra de Magdalena Jitrik está caracterizada por la confluencia de estilos y la diversidad de materiales y soportes. En sus trabajos se evidencian sus búsquedas personales. La estrecha vinculación entre su mirada respecto de lo social y lo político y su trabajo artístico se refleja en los títulos de sus exposiciones individuales: Manifiesto (1995), Revueltas (1997), Ensayo de un Museo Libertario (2000), Socialista (2001), Fondo de Huelga (2007), Red de Espionaje (2009), Vida Revolucionaria (2012 y 2014), Linterna Internacional (2012) y El Fin, el Principio (2013), entre otras.
Sobre su obra, Magdalena Jitrik expresa:

En todas las vanguardias hay un momento liberador del cual no se volvió atrás: mi obra empieza con el descubrimiento de las vanguardias y de pintores olvidados como Juan Del Prete, Yente y Lily Prati, que no tenían intención de demostrar virtuosismo en su forma de pintar.

 La galerista Luisa Strina describe: "Magdalena Jitrik logra mágicamente yuxtaponer una serie de eventos históricos que tuvieron lugar con más de 120 años de diferencia. [...] Sus investigaciones en la historia se representan de forma monumental y frágil al mismo tiempo".
Sus trabajos se han expuesto en Francia, Porto Alegre, Tesalónica, Puerto Rico, Estambul y San Pablo.En 2023 participó en la XVI Bienal de Cuenca, Ecuador, curada por Ferran Barenblit.

## Reconocimientos
En 2022 la Fundación Konex le otorgó el Diploma al Mérito como una de las «100 personalidades más destacadas de la última década de las Artes Visuales Argentinas» (2012-2022), en la disciplina Pintura.